# Auckland International 2009
Die Auckland International 2009 im Badminton fanden vom 17. bis zum 21. Juni 2009 statt.

## Die Sieger und Platzierten
| Disziplin    | Gold                              | Silber                                      | Bronze                         |
| ------------ | --------------------------------- | ------------------------------------------- | ------------------------------ |
| Herreneinzel | Riyanto Subagja                   | Joe Wu                                      | Arief Gifar Ramadhan           |
| Herreneinzel | Riyanto Subagja                   | Joe Wu                                      | James Eunson                   |
| Dameneinzel  | Febby Angguni                     | Rosaria Yusfin Pungkasari                   | Ana Rovita                     |
| Dameneinzel  | Febby Angguni                     | Rosaria Yusfin Pungkasari                   | Kristína Ludíková              |
| Herrendoppel | Berry Angriawan Muhammad Ulinnuha | Didit Juang Indrianto Seiko Wahyu Kusdianto | Chew Jian Dee Brent Miller     |
| Herrendoppel | Berry Angriawan Muhammad Ulinnuha | Didit Juang Indrianto Seiko Wahyu Kusdianto | Henry Tam Joe Wu               |
| Damendoppel  | Jenna Gozali Rufika Olvita        | Michelle Chan Rachel Hindley                | Danielle Barry Donna Haliday   |
| Damendoppel  | Jenna Gozali Rufika Olvita        | Michelle Chan Rachel Hindley                | Louise McKenzie Emma Rodgers   |
| Mixed        | Glenn Warfe Renuga Veeran         | Chad Whitehead Eugenia Tanaka               | Raj Veeran Kate Wilson-Smith   |
| Mixed        | Glenn Warfe Renuga Veeran         | Chad Whitehead Eugenia Tanaka               | Muhammad Ulinnuha Jenna Gozali |